# 725 a.C.
Il 725 a.C. (DCCXXV a.C. in numeri romani) è un anno  dell'VIII secolo a.C.